# الن متر
اَلن مِـتِـر (انگلیسی: Alan Metter؛ زادهٔ ۱۹ اوت ۱۹۳۳–۷ ژوئن ۲۰۲۰) کارگردان اهل ایالات متحده آمریکا است.
از فیلم‌ها یا مجموعه‌های تلویزیونی که وی در آن‌ها نقش داشته است می‌توان به دانشکده پلیس: مأموریت مسکو اشاره نمود.